# 浙江荚蒾
浙江荚蒾（学名：Viburnum schensianum ssp. chekiangense）为忍冬科荚蒾属下的一个亚种。